# Bugcat Capoo
Bugcat Capoo (貓貓蟲咖波 Māo māo chóng kā bō), a veces abreviado como Capoo, es un personaje de dibujos animados que se asemeja a un gato azul regordete con seis patas, y el nombre y tema principal de una tira de cómic en Facebook e Instagram, clips de dibujos animados en YouTube, así como pegatinas en LINE y otras redes sociales. Capoo fue creado por el artista taiwanés Yara (亞拉Yala ) en 2014.
Capoo es descrito como «un pequeño monstruo como un gato y como un insecto, a la vez violento y lindo, al que le encanta comer carne». El cómic muestra a Capoo como una linda mascota doméstica con un hambre interminable de carne y un desdén por las verduras, que vive junto con su dueña Lala y el aparentemente inmortal Dogdog, un perro grande que posee habilidades asombrosas en todos los campos, en la casa de Lala. Gran parte del cómic gira en torno a situaciones cotidianas que explotan en lo absurdo y, a menudo, terminan con Capoo comiendo lo que lo frustra o siendo castigado cómicamente por Lala por sus payasadas.

## Webcómic
El cómic tiene lugar en un mundo que generalmente se basa en la vida actual, pero contiene varias características cómicas que desafían la lógica y la física, como objetos cotidianos sensibles, diferentes convenciones, como autobuses reemplazados por grandes tortugas amistosas y una gran cantidad de personajes secundarios antropomorfos como una conejita masoquista llamada Tutu, la hermana de Capoo, Mika, y una raza de criaturas pequeñas y redondas que se asemejan a polluelos jóvenes que Capoo caza con frecuencia como alimento.
El cómic se destaca por su yuxtaposición de lo lindo y lo macabro, debido a la propensión ocasional de Capoo a la violencia y a devorar seres vivos.

## Historia
Bugcat Capoo comenzó en 2014 como una tira cómica amateur dibujada por Yara en Bahamut, un popular sitio de ACG taiwanés. Después de recibir comentarios positivos, publicó un conjunto de 40 pegatinas de Capoo en el mercado de creadores de LINE en octubre de 2014. El éxito de estas pegatinas y la creciente popularidad del personaje llevaron a Yara a convertirse en ilustrador a tiempo completo. Después de ganar la categoría de cómic corto en el concurso de cómics originales de Webtoon 2015, el personaje se convirtió en parte de varios eventos y materiales promocionales. Hoy en día, el cómic se aloja principalmente en Facebook, Instagram y YouTube.
Las ilustraciones de Bugcat Capoo están ampliamente disponibles como pegatinas en plataformas de redes sociales como Facebook y LINE. Entre los creadores de calcomanías, Yara ocupó el puesto número 7 en el mercado de creadores de LINE en 2017, subiendo al puesto número 5 en 2020. Capoo y otros personajes del cómic han formado parte de diversas colaboraciones con videojuegos y empresas. La popularidad del personaje también ha dado lugar a la de venta de mercancías y servicios temáticos, tales como la tienda «Capoo House» y la casa de café «Foam cat cafe», ambas ubicadas en Taichung.